# Peugeot 407
 Ikke at forveksle med Peugeot 4007.
Peugeot 407 (type 6) var en stor mellemklassebil i den franske bilfabrikant Peugeots 400-serie. Modellen afløste 406 i maj 2004. Modellen deler platform med Citroën C5, som fremstilles på den samme fabrik i Rennes i Bretagne. Markante kendetegn for denne model var det forholdsmæssigt store luftindtag i frontpartiet samt de bagudrettede forlygter.

## Modelhistorie
I sit hjemland Frankrig var modellen den bedst sælgende i sin klasse, og i resten af Europa solgte modellen også godt. Bilen havde tilsammen en høj teknisk standard (fem stjerner i Euro NCAPs kollisionstest, partikelfilter på dieselmotorerne, kurvebremseregulering og biturbo-dieselmotorer med over 200 hk).
Derudover kom modellen i december 2005 som coupé, som ikke ligesom forgængeren blev bygget hos Pininfarina i Torino, men i stedet i Rennes ligesom sedanen. Meget eftertragtet var stationcarudgaven SW, som − ligesom hos PSA Peugeot Citroën i øvrigt − ikke længere hed Break og optisk er designet sportsligere end sedanen. Modellen kunne bestilles med et meget stort glastag, som fik kabinen til at virke lysere.
- Bagfra
- Peugeot 407 SW (2004–2006)

I december 2010 blev produktionen af sedan og SW indstillet, og modellen blev i januar 2011 afløst af 508.
Produktionen af Coupé blev i december 2011 indstillet uden efterfølger.

## Udstyrsvarianter
407 fandtes som sedan, stationcar (SW) og coupé i følgende udstyrsvarianter:
- Tendance (ikke coupé)
- Sport (ikke coupé)
- Premium
- Platinum

## 407 Coupé
Coupé-modellen fejrede sin officielle verdenspremiere på det 61. Frankfurt Motor Show i 2005, og kom på markedet i december 2005. Dimensionerne er med en længde på 4,82 m og en bredde på 1,87 m vokset i forhold til forgængeren.
Fra juli 2009 fandtes 407 Coupé kun med de to dieselmotorer 2,0 HDi med 120 kW (163 hk) og 3,0 HDi med 177 kW (241 hk). Coupéen var derudover den sidste endnu tilgængelige 407-model fra Peugeot.
I december 2011 blev også produktionen af 407 Coupé afsluttet.
Benzinmotorer
- 2,2 16V, fire cylindre 2230 cm³ med 116 kW (158 hk); 10/2005 − 6/2009
- 3,0 24V, seks cylindre 2946 cm³ med 155 kW (211 hk); 10/2005 − 6/2009

Dieselmotorer
- 2,0 HDi, fire cylindre 1997 cm³ med 100 kW (136 hk); 7/2007 − 6/2009
- 2,0 HDi, fire cylindre 1997 cm³ med 120 kW (163 hk); 7/2009 − 12/2011
- 2,7 HDi, seks cylindre 2720 cm³ med 150 kW (204 hk); 10/2005 − 6/2009
- 3,0 HDi, seks cylindre 2993 cm³ med 177 kW (241 hk); 7/2009 − 12/2011

## Facelifts
Modelserien gennemgik i løbet af sin syvårige byggetid kun moderate optiske, men derimod større tekniske modifikationer.

### 2006
I sommeren 2006 gennemgik Sedan og SW til modelåret 2007 et let facelift.
Den faceliftede model fra 2006 kunne udefra kendes på en ny kølergrill med forkromede, vandrette striber og nydesignede fælge. Den dyreste udstyrsvariant "Platinum" fik kofangere og sidelister lakeret i bilens farve. På alle andre udstyrsvarianter forblev disse lister frem til næste facelift ulakerede.
Derudover fulgte to nye dieselmotorer (2,2 med 125 kW/170 hk og 2,7 V6 med 150 kW/204 hk).
- Peugeot 407 SW (2006–2008)
- Bagfra

### 2008
I efteråret 2008 fulgte til modelåret 2009 endnu et facelift til 407-serien. Dette indebar hovedsageligt nye baglygter med hvide blinklys på Sedan og på SW baglygter med lysdioder.
Sedanmodellen havde fortsat ændret bagkofanger med lavtsiddende nummerplade. Også SW fik let modificerede hækskørter. Baksensorerne var ikke længere påsat, men derimod integreret i bagkofangeren. Alle udstyrsvarianter fik kofangere og sidelister lakeret i bilens farve.
Udstyret blev suppleret med optimeret klimaautomatik, nye telematiksystemer og parkeringshjælp foran.
- Peugeot 407 (2008–2010)
- Peugeot 407 SW (2008–2010)

## Tekniske data

### Benzinmotorer
|                                                | 1.8                 | 1.8                 | 2.0                             | 2.0                             | 2.2                             | 2.2                             | 3.0                   |
| Byggeår                                        | 5/2004−8/2005       | 9/2005−12/2010      | 5/2004−8/2005                   | 9/2005−12/2010                  | 5/2004−8/2005                   | 9/2005−6/2009                   | 5/2004−9/2007         |
| Motordata                                      |                     |                     |                                 |                                 |                                 |                                 |                       |
| Motorkode                                      | EW7 J4 (6FZ)        | EW7 A (6FY)         | EW10 J4 (RFN)                   | EW10 A (RFJ)                    | EW12 J4 (3FZ)                   | EW12 J4 (3FY)                   | ES9 A (XFV)           |
| Motortype                                      | R4-benzinmotor      | R4-benzinmotor      | R4-benzinmotor                  | R4-benzinmotor                  | R4-benzinmotor                  | R4-benzinmotor                  | V6-benzinmotor        |
| Antal ventiler pr. cylinder                    | 4                   | 4                   | 4                               | 4                               | 4                               | 4                               | 4                     |
| Ventilstyring                                  | DOHC, tandrem       | DOHC, tandrem       | DOHC, tandrem                   | DOHC, tandrem                   | DOHC, tandrem                   | DOHC, tandrem                   | 2 × DOHC, tandrem     |
| Fødesystem                                     | Multipoint          | Multipoint          | Multipoint                      | Multipoint                      | Multipoint                      | Multipoint                      | Multipoint            |
| Trykladning                                    | –                   | –                   | –                               | –                               | –                               | –                               | –                     |
| Køling                                         | Vandkøling          | Vandkøling          | Vandkøling                      | Vandkøling                      | Vandkøling                      | Vandkøling                      | Vandkøling            |
| Boring × slaglængde                            | 82,7 × 81,4 mm      | 82,7 × 81,4 mm      | 85,0 × 88,0 mm                  | 85,0 × 88,0 mm                  | 86,0 × 96,0 mm                  | 86,0 × 96,0 mm                  | 87,0 × 82,6 mm        |
| Slagvolume                                     | 1749 cm³            | 1749 cm³            | 1997 cm³                        | 1997 cm³                        | 2230 cm³                        | 2230 cm³                        | 2946 cm³              |
| Kompressionsforhold                            | 10,8:1              | 10,8:1              | 10,8:1                          | 10,8:1                          | 10,8:1                          | 10,8:1                          | 10,9:1                |
| Maks. effekt ved omdr./min.                    | 85 kW (115 hk) 5500 | 92 kW (125 hk) 6000 | 100 kW (136 hk) 6000            | 103 kW (140 hk) 6000            | 116 kW (158 hk) 5650            | 120 kW (163 hk) 5875            | 155 kW (211 hk) 6000  |
| Maks. drejningsmoment ved omdr./min.           | 163 Nm 4000         | 170 Nm 3750         | 190 Nm 4100                     | 200 Nm 4000                     | 217 Nm 3900                     | 220 Nm 4150                     | 290 Nm 3750           |
| Kraftoverførsel                                |                     |                     |                                 |                                 |                                 |                                 |                       |
| Drivende hjul                                  | Forhjul             | Forhjul             | Forhjul                         | Forhjul                         | Forhjul                         | Forhjul                         | Forhjul               |
| Gearkasse (standardudstyr)                     | 5-trins manuel      | 5-trins manuel      | 5-trins manuel                  | 5-trins manuel                  | 6-trins manuel                  | 6-trins manuel                  | 6-trins automatisk    |
| Gearkasse (ekstraudstyr)                       | –                   | –                   | 4-trins automatisk2             | 4-trins automatisk2             | 4-trins automatisk2             | 4-trins automatisk2             | 6-trins manuel3       |
| Præstationer (Sedan)1                          |                     |                     |                                 |                                 |                                 |                                 |                       |
| Topfart                                        | 200 km/t            | 203 km/t            | 212 km/t (206 km/t)             | 213 km/t (207 km/t)             | 220 km/t (211 km/t)             | 222 km/t (213 km/t)             | (235 km/t)            |
| Acceleration 0-100 km/t                        | 12,9 sek.           | 10,3 sek.           | 10,3 sek. (12,2 sek.)           | 10,3 sek. (12,2 sek.)           | 10,1 sek. (12,1 sek.)           | 10,1 sek. (12,1 sek.)           | (9,2 sek.)            |
| Brændstofforbrug pr. 100 km ved blandet kørsel | 7,9 liter Blyfri 95 | 7,7 liter Blyfri 95 | 8,2 liter (8,7 liter) Blyfri 95 | 8,1 liter (8,6 liter) Blyfri 95 | 9,0 liter (9,4 liter) Blyfri 95 | 9,0 liter (9,4 liter) Blyfri 95 | (9,8 liter) Blyfri 95 |
| CO2-udslip ved blandet kørsel                  | 187 g/km            | 183 g/km            | 194 g/km (207 g/km)             | 192 g/km (204 g/km)             | 214 g/km (224 g/km)             | 214 g/km (224 g/km)             | (233 g/km)            |
| Præstationer (SW)1                             |                     |                     |                                 |                                 |                                 |                                 |                       |
| Topfart                                        | 197 km/t            | 199 km/t            | 208 km/t (201 km/t)             | 209 km/t (202 km/t)             | 216 km/t (205 km/t)             | 218 km/t (207 km/t)             | (229 km/t)            |
| Acceleration 0-100 km/t                        | 13,5 sek.           | 10,7 sek.           | 10,8 sek. (12,8 sek.)           | 10,3 sek. (12,8 sek.)           | 10,4 sek. (12,7 sek.)           | 10,4 sek. (12,7 sek.)           | (9,6 sek.)            |
| Brændstofforbrug pr. 100 km ved blandet kørsel | 8,1 liter Blyfri 95 | 7,9 liter Blyfri 95 | 8,3 liter (8,8 liter) Blyfri 95 | 8,1 liter (8,8 liter) Blyfri 95 | 9,0 liter (9,6 liter) Blyfri 95 | 9,4 liter (9,6 liter) Blyfri 95 | (9,9 liter) Blyfri 95 |
| CO2-udslip ved blandet kørsel                  | 192 g/km            | 187 g/km            | 197 g/km (210 g/km)             | 196 g/km (208 g/km)             | 214 g/km (228 g/km)             | 219 g/km (228 g/km)             | (236 g/km)            |
| Præstationer (Coupé)1                          |                     |                     |                                 |                                 |                                 |                                 |                       |
| Topfart                                        | –                   | –                   | –                               | –                               | –                               | 222 km/t                        | 243 km/t (235 km/t)   |
| Acceleration 0-100 km/t                        | –                   | –                   | –                               | –                               | –                               | 9,2 sek.                        | 8,4 sek. (8,7 sek.)   |
| Brændstofforbrug pr. 100 km ved blandet kørsel | –                   | –                   | –                               | –                               | –                               | 9,2 liter Blyfri 95             | 10,2 liter Blyfri 95  |
| CO2-udslip ved blandet kørsel                  | –                   | –                   | –                               | –                               | –                               | 219 g/km                        | 242 g/km              |

Samtlige benzinmotorer er E10-kompatible.
I lande, hvor bioætanol var statsligt støttet, kunne 407 også leveres med en 2,0-liters benzinmotor, som også kan køres på E85.
Den til 407 tilgængelige 3,0-liters V6-motor ES9A havde den i forhold til den i 406 benyttede 3,0-litersmotor en mærkbart højere effekt, som var opnået hovedsageligt ved hjælp af følgende modifikationer:
- Variabel ventilstyring VVT med knastakseljustering
- Nyt udstødningssystem med aktiv totrins lyddæmper (pneumatisk styret omskifterklap):
  - Forbedret støjniveau under normale driftsbetingelser (klap lukket)
  - Højere effekt ved acceleration (klap åben)

### Dieselmotorer
|                                                | 1.6 HDi                   | 2.0 HDi                      | 2.0 HDi                   | 2.0 HDi                   | 2.2 HDi                   | 2.7 HDi                   | 3.0 HDi                   |
| Byggeår                                        | 5/2004−12/2010            | 5/2004−11/20091              | 11/2008−12/2010           | 7/2009−12/2011            | 9/2006−12/2010            | 9/2006−6/2009             | 7/2009−12/2011            |
| Motordata                                      |                           |                              |                           |                           |                           |                           |                           |
| Motorkode                                      | DV6 TED4 (9HY/9HZ)        | DW10 BTED4 (RHR)             | DW10 BTED4 (RHF)          | DW10 CTED4 (RHH)          | DW12 BTED4 (4HT)          | DT17 TED4 (UHZ)           | DT20 C                    |
| Motortype                                      | R4-dieselmotor            | R4-dieselmotor               | R4-dieselmotor            | R4-dieselmotor            | R4-dieselmotor            | V6-dieselmotor            | V6-dieselmotor            |
| Antal ventiler pr. cylinder                    | 4                         | 4                            | 4                         | 4                         | 4                         | 4                         | 4                         |
| Ventilstyring                                  | DOHC, tandrem             | DOHC, tandrem                | DOHC, tandrem             | DOHC, tandrem             | DOHC, tandrem             | 2 × DOHC, tandrem/kæde    | 2 × DOHC, tandrem/kæde    |
| Fødesystem                                     | Commonrail                | Commonrail                   | Commonrail                | Commonrail                | Commonrail                | Commonrail                | Commonrail                |
| Trykladning                                    | Turbolader, ladeluftkøler | Turbolader, ladeluftkøler    | Turbolader, ladeluftkøler | Turbolader, ladeluftkøler | Turbolader, ladeluftkøler | Turbolader, ladeluftkøler | Turbolader, ladeluftkøler |
| Køling                                         | Vandkøling                | Vandkøling                   | Vandkøling                | Vandkøling                | Vandkøling                | Vandkøling                | Vandkøling                |
| Boring × slaglængde                            | 75,0 × 88,3 mm            | 85,0 × 88,0 mm               | 85,0 × 88,0 mm            | 85,0 × 88,0 mm            | 85,0 × 96,0 mm            | 81,0 × 88,0 mm            | 84,0 × 90,0 mm            |
| Slagvolume                                     | 1560 cm³                  | 1997 cm³                     | 1997 cm³                  | 1997 cm³                  | 2179 cm³                  | 2720 cm³                  | 2993 cm³                  |
| Kompressionsforhold                            | 18,0:1                    | 18,0:1                       | 17,6:1                    | 17,6:1                    | 16,6:1                    | 17,3:1                    | 16,1:1                    |
| Maks. effekt ved omdr./min.                    | 80 kW (109 hk) 4000       | 100 kW (136 hk)2 4000        | 103 kW (140 hk) 4000      | 120 kW (163 hk) 3750      | 125 kW (170 hk)3 4000     | 150 kW (204 hk) 4000      | 177 kW (240 hk) 3800      |
| Maks. drejningsmoment ved omdr./min.           | 240 Nm4 1750              | 320 Nm5 2000                 | 320 Nm5 2000              | 340 Nm 2000−3000          | 370 Nm 1500               | 440 Nm 1900               | 450 Nm 1600−3600          |
| Kraftoverførsel                                |                           |                              |                           |                           |                           |                           |                           |
| Drivende hjul                                  | Forhjul                   | Forhjul                      | Forhjul                   | Forhjul                   | Forhjul                   | Forhjul                   | Forhjul                   |
| Gearkasse (standardudstyr)                     | 5-trins manuel            | 6-trins manuel               | 6-trins manuel            | 6-trins automatisk6       | 6-trins manuel            | 6-trins automatisk        | 6-trins automatisk        |
| Gearkasse (ekstraudstyr)                       | –                         | 4-trins automatisk           | –                         | –                         | –                         | –                         | –                         |
| Præstationer (Sedan)7                          |                           |                              |                           |                           |                           |                           |                           |
| Topfart                                        | 192 km/t                  | 208 km/t (205 km/t)          | 208 km/t                  | (210 km/t)                | 225 km/t                  | (230 km/t)                | –                         |
| Acceleration 0-100 km/t                        | 13,1 sek.                 | 11,0 sek. (12,0 sek.)        | 9,8 sek.                  | (9,6 sek.)                | 8,7 sek.                  | (8,5 sek.)                | –                         |
| Brændstofforbrug pr. 100 km ved blandet kørsel | 5,5 liter Diesel          | 5,9 liter (6,7 liter) Diesel | 5,7 liter Diesel          | (6,8 liter) Diesel        | 6,1 liter Diesel          | (8,4 liter) Diesel        | –                         |
| CO2-udslip ved blandet kørsel                  | 129 g/km                  | 155 g/km                     | 150 g/km                  | (179 g/km)                | 159 g/km                  | (223 g/km)                | –                         |
| Præstationer (SW)7                             |                           |                              |                           |                           |                           |                           |                           |
| Topfart                                        | 189 km/t                  | 203 km/t (201 km/t)          | 203 km/t                  | (209 km/t)                | 221 km/t                  | (226 km/t)                | –                         |
| Acceleration 0-100 km/t                        | 13,7 sek.                 | 11,5 sek. (12,6 sek.)        | 10,1 sek.                 | (9,9 sek.)                | 9,0 sek.                  | (8,8 sek.)                | –                         |
| Brændstofforbrug pr. 100 km ved blandet kørsel | 5,6 liter Diesel          | 6,0 liter (6,9 liter) Diesel | 5,7 liter Diesel          | (5,8 liter) Diesel        | 6,2 liter Diesel          | (8,5 liter) Diesel        | –                         |
| CO2-udslip ved blandet kørsel                  | 148 g/km                  | 159 g/km (182 g/km)          | 150 g/km                  | (179 g/km)                | 165 g/km                  | (226 g/km)                | –                         |
| Præstationer (Coupé)7                          |                           |                              |                           |                           |                           |                           |                           |
| Topfart                                        | –                         | 208 km/t                     | –                         | 210 km/t                  | –                         | (230 km/t)                | (245 km/t)                |
| Acceleration 0-100 km/t                        | –                         | 10,1 sek.                    | –                         | 9,1 sek.                  | –                         | (8,5 sek.)                | (7,7 sek.)                |
| Brændstofforbrug pr. 100 km ved blandet kørsel | –                         | 5,9 liter Diesel             | –                         | 5,4 liter Diesel          | –                         | (8,5 liter) Diesel        | (7,2 liter) Diesel        |
| CO2-udslip ved blandet kørsel                  | –                         | 156 g/km                     | –                         | 140 g/km                  | –                         | (226 g/km)                | (189 g/km)                |

163 hk-dieselmotoren var i 407 og 407 SW som standard kombineret med automatgear, hvilket øgede brændstofforbruget betydeligt.
Motoren DW12BTED4 var udstyret med commonrail-indsprøjtningssystem af tredje generation, som leverede et tryk på maksimalt 1800 bar.
Overboost er en indretning, som ved stærk belastning i kort tid øger ladetrykket over den "normale" værdi og dermed muliggør en øgning af motorens maksimale drejningsmoment.
DV6TED4-motoren var den første dieselmotor fra PSA-koncernen med elektronisk styret gasspjæld (opvarmning af indsugningsluften og tilbageføring af udstødningsgasserne).
Såvel 1.6 HDi som 2.0 HDi (136 hk) var forsynet med:
- Commonrail-indsprøjtningssystem af anden generation med et tryk på max. 1600 bar
- Turbolader med variabel geometri og elektronisk styring
- Ladeluftkøler
- Partikelfilter af anden generation
- Topstykke med fireventilteknik

Den nyudviklede 2,7-liters V6-biturbodieselmotor var udviklet i et joint venture med Ford. Motoren havde to turboladere (en i hver cylinderrække) og blev allerede benyttet i nogle Jaguar-modeller samt fra 2006 også i Peugeot 607 og Citroën C6. Motoren blev i 2009 opboret til 3,0 liter og kom herefter til indsats i coupéversionen af 407.
2,0 HDi-motoren blev i slutningen af 2008 modificeret og ydede fremover 103 kW (140 hk) i stedet for 100 kW (136 hk) og opfyldt Euro5-normen. Fra dette tidspunkt blev 136 hk-versionen af 2,0 HDi kun solgt i kombination med automatgear, da den nye 2,0 HDi kun kunne leveres med sekstrins manuel gearkasse.
På alle HDi-modeller blev der ved hver tankning blandet et ceranadditiv fra en separat forrådsbeholder i brændstoffet for at reducere regenerationstemperaturen i partikelfilteret.

## Sikkerhed
Ved Euro NCAP's kollisionstest fik 407 fem stjerner ud af fem mulige. Personerne i 407 Sedan og SW beskyttes afhængigt af udstyrsvariant af op til ni airbags: Førerairbag, passagerairbag, knæairbag for føreren, to gardinairbags, to sideairbags foran og som ekstraudstyr to sideairbags bagi.
Det svenske forsikringsselskab Folksam vurderer flere forskellige bilmodeller ud fra oplysninger fra virkelige ulykker, hvorved risikoen for død eller invaliditet i tilfælde af en ulykke måles. I rapporterne Hur säker är bilen? er/var 407 klassificeret som følger:
- 2013: Mindst 20% bedre end middelbilen[7]
- 2015: Mindst 20% bedre end middelbilen[8]

## Efterfølger
Peugeot 508 sælges siden marts 2011 som sedan og femdørs stationcar med tilnavnet SW og afløste såvel 407 som den større 607. 508 findes som sedan og stationcar, en ny coupé er i øjeblikket ikke planlagt.
I Kina sælges en model med navnet Peugeot 408, som er en sedanversion af 308.